# Total-Linhas-Aéreas-Flug 5561
Der Total-Linhas-Aéreas-Flug 5561 war ein inländischer Frachtflug der brasilianischen Fluggesellschaft Total Linhas Aéreas vom Flughafen São Paulo-Guarulhos zum Flughafen Londrina, auf dem es am 14. September 2002 zum Absturz einer ATR 42-312 gekommen war, nachdem die Besatzung die Kontrolle über die Maschine verloren hatte. Bei dem Absturz kamen die beiden Piloten ums Leben.

## Maschine
Das betroffene Flugzeug war eine ATR 42-312, ein Modell des von Aeritalia und Aérospatiale gegründeten italienisch-französischen Konsortiums Avions de Transport Régional (ATR) zum Bau von Regionalflugzeugen. Die Maschine war zum Zeitpunkt des Unfalls 16 Jahre alt. Sie trug die Modellseriennummer 026, war am Produktionsstandort von ATR in Toulouse endmontiert worden und absolvierte am 15. September 1986 mit dem Testkennzeichen F-WWEE ihren Erstflug. Die Maschine wurde zum 29. Oktober 1986 vom Hersteller an die Air Guadeloupe verleast und trug dabei das Luftfahrzeugkennzeichen F-OGNE. Ab April 1999 verleaste ATR die Maschine an die Régional Compagnie Aérienne Européenne, wobei die Maschine bei dieser Gelegenheit das Kennzeichen F-GTSM erhielt. Die Régional verleaste die Maschine ab dem 6. Juni 1999 an die Air Open Sky weiter, ehe das Flugzeug als Leasingrückläufer zum 24. März 2000 in ihre Flotte zurückkehrte. Ab dem 7. Juni 2000 verleaste ATR die Maschine an die Air Atlantique. Zum 13. September 2001 wurde das Flugzeug an die Total Linhas Aéreas verkauft, bei der sie ihr letztes Luftfahrzeugkennzeichen PT-MTS erhielt. Das zweimotorige Regionalverkehrsflugzeug war mit zwei Turboproptriebwerken des Typs Pratt & Whitney Canada PW120 ausgestattet. Bis zu dem Unfall hatte die Maschine 33.371 Betriebsstunden absolviert, auf die 22.922 Starts und Landungen entfielen.

## Besatzung und Flugzweck
Es befand sich lediglich eine zweiköpfige Besatzung an Bord, bestehend aus einem Flugkapitän und einem Ersten Offizier. Bei dem Flug handelte es sich um einen Postflug.

## Flugverlauf
Die Maschine startete um 04:52 Uhr Ortszeit in São Paulo. Um 05:12:30 Uhr bat die Besatzung um Freigabe für den Steigflug auf 16.000 Fuß. Um 05:13:18 Uhr äußerte der Copilot: „Verdammt, es ist der Kabelbaum.“ Die Bedeutung dieser Aussage ließ sich später nicht ermitteln. Um 05:16:03 Uhr wurde die Freigabe zum Steigflug auf 18.000 Fuß erteilt. Um 05:29:14 teilte der Kapitän dem Ersten Offizier mit, dass er sich umziehen werde, und entfernte sich aus seinem Cockpitsitz. Um 05:37:32 Uhr wurde der in der Mittelkonsole befindliche „Event“-Knopf gedrückt, mit dem Besatzungen das Auftreten einer Anomalie im Flug auf dem Flugdatenschreiber registrieren lassen können. Fünf Sekunden später schaltete sich der Autopilot ab und das Trimmrad fing an, die Maschine mit der Flugzeugnase in Richtung Boden auszurichten. Während die Maschine sank, fragte der Kapitän den Ersten Offizier um 05:37:38 Uhr und 05:37:46 Uhr zweimal, was vor sich gehe, woraufhin dieser antwortete, dass er es nicht wisse. Acht Sekunden später äußerte der Kapitän, dass das Nicktrimmsystem die Flugzeugnase nach unten vertrimme. Anschließend war ein Klicken eines Gurtschlosses zu hören, was die Flugunfallermittler als Zurückkehren des Kapitäns zu seinem Sitz interpretierten. Zwischen 05:37:40 Uhr und 05:37:46 Uhr versuchte einer der Piloten außerdem, durch ein Ziehen am Steuerhorn den Sinkflug aufzuhalten.
Um 05:37:55 Uhr rief der Kapitän dem Ersten Offizier zu, er solle „die Trimmung ziehen“, womit er meinte, dass der Stromkreisunterbrecher des Trimmsystems zu ziehen sei. Dieser befindet sich in Maschinen des Typs ATR 42 auf einer Schalttafel hinter dem Ersten Offizier und ist für den Kapitän unzugänglich. Der Erste Offizier verstand diese Anweisung zunächst nicht, woraufhin der Kapitän sie mehrfach wiederholte. In der Zwischenzeit verstellte sich die Nicktrimmung bis zu ihrer Endstufe von fünf Grad. Um 05:38:05 Uhr äußerte der Erste Offizier, dass er den Stromkreisunterbrecher gezogen habe, was auch die Daten des Flugdatenschreibers bestätigten.
Die Maschine befand sich in einer Flughöhe von 16.000 Fuß, ihre Fluggeschwindigkeit hatte sich von 180 Knoten auf 260 Knoten erhöht. Um 05:38:37 Uhr ertönte das Warnsignal, das darauf hinwies, dass die Fluggeschwindigkeit die für die Flugzeugstruktur maximal zulässige Fluggeschwindigkeit überschritt. Die Piloten reduzierten den Triebwerkschub daraufhin von der Reiseflugkonfiguration auf 10 Prozent.
Zwischen 05:38:29 Uhr und 05:38:49 Uhr forderte der Kapitän den Ersten Offizier auf, die Trimmung zu ziehen, während er selbst weiter an der Steuersäule zog. Der Cockpit Voice Recorder (CVR) zeichnete Geräusche auf, die darauf schließen ließen, dass das Flugzeug weiter beschleunigte. Um 05:39:10 Uhr endete die Aufzeichnung. Die Maschine stürzte mit einer Geschwindigkeit von 366 Knoten (ca. 678 km/h) und einem linkswärtigen Rollwinkel von 30 Grad bei einem Nickwinkel von ungefähr 45 Grad zu Boden. Das Flugzeug wurde vollständig zerstört und beide Besatzungsmitglieder kamen ums Leben.

## Unfalluntersuchung
In ihrem am 30. März 2007 veröffentlichten Abschlussbericht zu dem Flugunfall stellte die brasilianische Behörde zur Flugunfalluntersuchung CENIPA fest, dass die Maschine mit einem Gewicht von 16.649 kg einschließlich 4.720 kg Fracht gestartet war. Das Gewicht lag innerhalb des zulässigen Bereichs und 51 kg unterhalb des maximalen Startgewichts für den verwendeten Flugzeugtyp. Die Gewichtsverteilung innerhalb der Maschine entsprach den Vorschriften und auch dem Wetter konnte keine Rolle bei dem Absturz zugeschrieben werden.
Nach Auswertung der Aufnahmen des Cockpit Voice Recorders kamen die Ermittler zu dem Schluss, dass der Flugkapitän das Cockpit der Maschine zu keinem Zeitpunkt verlassen hatte. Der Umstand, dass der Kapitän aus seinem Sitz aufgestanden war sowie die mangelhafte Kommunikation zwischen den beiden Piloten zum Unfallzeitpunkt wurden als beitragende Faktoren für den Unfall gewertet, da dadurch Zeit verstrichen sei, die die Piloten hätten gebrauchen können, um sich eine Lösung für das aufgetretene Problem mit der Trimmung zu überlegen. Die Besatzung war nicht für einen Ausfall des Trimmsystems geschult und entsprechende Anweisungen, wie in einem solchen Fall zu verfahren sei, fehlten auch im Betriebshandbuch des Herstellers. Auch diese Umstände wurden als beitragende Faktoren gewertet.
Die Ermittler kamen zu dem Schluss, dass der „Event“-Schalter vermutlich unbeabsichtigt aktiviert wurde. Keiner der beiden Piloten kommentierte die Aktivierung des Schalters und die Auswertung des Flugdatenschreibers ergab zum Zeitpunkt der Aktivierung des Knopfes keine Anomalien, die eine solche Handlung gerechtfertigt hätten. Es sei möglich, dass der Erste Offizier den Schalter versehentlich aktivierte, als er den direkt daneben platzierten Notschalter für das Trimmsystem erreichen wollte. Der Flugdatenschreiber zeichnete keine Aktivierung des Notschalters für das Trimmsystem auf.
Auswertungen der Betriebsgeschichte der ATR 42 ergaben, dass es an Maschinen dieses Typs in der Vergangenheit häufiger zu Ausfällen des Trimmsystems gekommen war. Die Vorfälle hatten Lufttüchtigkeitsanweisungen der Federal Aviation Administration sowie der DGAC zur Folge.
Die exakte Fehlerquelle konnte nicht ermittelt werden. Nach Ansicht der Ermittler war das Problem am wahrscheinlichsten im Bereich der „Systemrelais, Schalter, Drähte und Anschlüsse“ aufgetreten, welches eine Auslösung des Systems zur Neigungskompensation zur Folge hatte. In dem Bericht wurde ferner bemängelt, dass die Haupt- und Notsysteme der Neigungstrimmung nicht unabhängig voneinander betrieben wurden und dass das System eine geringe Fehlertoleranz aufwies.